# Донька імперії
«Донька Імперії» (англ. Daughter of the Empire) — політичний фентезійний роман американських письменників Реймонда Файста та Дженні Вюрц. Надрукований 1987 року, це перша книга з Імперською трилогією, наступна книга — «Слуга імперії» у 1990 році. 

## Представлення роману
У світі Келевану, Мара з Акома повинна вести своїх послідовників через жах і небезпеку, виживаючи в безжальній грі Ради. Щоб врятувати Акому від знищення, Мара повинна скласти змову, порушити традиції, уникати замахів і обміняти своє серце на владу.

## Сюжет
У 17-річному віці церемоніальна обіцянка Мари служити богині Лашимі переривається новиною про те, що її батько і брат загинули в битві. Тепер правляча леді Акома, Мара виявляє, що не тільки давні вороги її сім'ї, могутній Мінванабі, відповідальні за смерть її близьких, але її військові сили були знищені зрадою Мінванабі, а дім Акома вразливий до повного знищення. Замах на швидке вбивство було зірвано, і Мара покладається на вірність і поради своїх військових командирів Кейоке і Папевайо, колишньої медсестри Накойя, а також на власний розум, щоб знайти рішення, які відштовхнуть ворогів, які планують її знищення.
Мара підганяє традиції відповідно до своїх потреб, придумуючи спосіб завербувати сірих воїнів — колишніх солдатів загиблих Домів, традиційно вигнаних — для зміцнення лав своєї армії. Серед них — майстер-шпигун Аракасі, чия мережа інформаторів не змогла врятувати свого колишнього Володаря від знищення Мінванабі, але залишається неушкодженою та в його розпорядженні. Мара укладає союз з королевою нової колонії чо-джа, комахоїдного виду, що включає як запеклих воїнів, так і обдарованих ремісників, покращуючи як свою військову могутність, так і потенційне багатство за рахунок експорту чо-джа.
Мара також влаштовує політичний шлюб з другим найпотужнішим ворогом своєї сім'ї, Анасаті. Маючи вибір між другим і третім сином Анасаті, вона робить дивовижний вибір на користь Бунтокапі, третього сина, якого зазвичай вважають некомпетентним і жорстоким. Після весілля Бунтокапі виявляється сильним полководцем і набагато розумнішим, ніж інші, але водночас й образливим чоловіком, і дещо невмілим правлячим лордом. Мара вагітніє спадкоємцем, забезпечуючи свій союз з Анасаті, і запускає решту свого плану; ставши жертвою її махінацій, Бунтокапі змушений вчинити ритуальне самогубство, щоб врятувати свою честь. Нарешті, зіткнувшись із самим лордом Джінгу з Мінванабі у його маєтках на святкуванні, на якому були присутні численні знатні родини Келевану, Мара уникає вбивства і перевертає ситуацію, щоб придумати «почесне» самогубство Джінгу, помстившись за свого батька та брата.